# Hieracium graecum
Hieracium graecum es una especie de planta con flor del género Hieracium, de la familia Asteraceae, orden Asterales.

## Distribución
Hieracium graecum se distribuye por Grecia.

## Taxonomía
Fue descrita científicamente por Boiss. & Heldr.
Tratamiento taxonómico
La especie aparece registrada y publicada en P.E.Boissier, Diagn. Pl. Orient., ser. 2.